# ستار تريك 2: غضب خان
ستار تريك 2: غضب خان (بالإنجليزية: Star Trek II: The Wrath of Khan)‏ هو فيلم خيال علمي أمريكي من إخراج نيكولاس ماير وبطولة ويليام شاتنر، ليونارد نيموي، ديفورست كيلي، جيمس دوهان، والتر كينوج وجورج تاكي. صدر الفيلم في 4 يونيو 1982.

## وصلات خارجية
- ستار تريك 2: غضب خان على موقع IMDb (الإنجليزية)
- ستار تريك 2: غضب خان على موقع ميتاكريتيك (الإنجليزية)
- ستار تريك 2: غضب خان على موقع روتن توميتوز (الإنجليزية)
- ستار تريك 2: غضب خان على موقع نتفليكس (الإنجليزية)
- ستار تريك 2: غضب خان على موقع قاعدة بيانات الأفلام العربية
- ستار تريك 2: غضب خان على موقع ألو سيني (الفرنسية)
- ستار تريك 2: غضب خان على موقع Turner Classic Movies (الإنجليزية)
- ستار تريك 2: غضب خان على موقع أول موفي (الإنجليزية)
- ستار تريك 2: غضب خان على موقع بوكس أوفيس موجو (الإنجليزية)
- ستار تريك 2: غضب خان على موقع فيلمافينيتي (الإسبانية)